# 44e brigade d'artillerie
Pour les articles homonymes, voir 44e brigade.
La 44e brigade d'artillerie, de son nom complet la 44e brigade séparée d'artillerie nommée d'après l'hetman Danylo Apostol (en ukrainien : 44-та окрема артилерійська бригада імені гетьмана Данила Апостола, abrégé en 44 ОАБр ; numéro d'unité militaire А3215), est une grande unité des troupes d'artillerie des Forces terrestres ukrainiennes. Elle est basée en temps de paix à Ternopil et depuis peu à Terebovlia, oblast de Ternopil.

## Historique
La 44e brigade d'artillerie est créée en septembre 2014 dans l'oblast de Lviv, sur le terrain d'entraînement de l'académie militaire de Lviv. En décembre 2014, une de ses trois divizion est envoyée en soutien des troupes ukrainiennes engagées dans la guerre du Donbass autour de Debaltseve. En janvier 2015, la brigade déménage pour Ternopil, dans la caserne de l'ancienne 11e brigade d'artillerie, dissoute en 2011. Les 28 et 29 janvier, une batterie du divizion antichar perd ses pièces détruites près de Vouhlehirsk (dans le cadre de la bataille de Debaltseve), combat avec ses armes portatives, puis doit évacuer pour éviter l'encerclement. Au début février, des détachements participent à la défense de l'aéroport de Donetsk par leurs tirs.
En décembre 2020, « afin de restaurer les traditions historiques de l'armée nationale concernant les noms des unités militaires », la brigade enrichit sa titulature du  nom de l'hetman Danylo Apostol, un hetman cosaque du XVIIIe siècle.
En 2022, la brigade est engagée au combat contre l'invasion de l'Ukraine par la Russie, notamment durant la bataille de Tochkivka (dans l'oblast de Louhansk) en mai-juin 2022. En novembre 2022, la brigade reçoit la distinction Pour le Courage et la Bravoure. Durant l'été 2023, la brigade est en soutien de la contre-offensive ukrainienne en direction de Tokmak. Au début de septembre 2023, elle est juste en arrière du front, localisée entre Orikhiv et Houliaïpole, soutenant de ses feux l'attaque sur Robotyne.

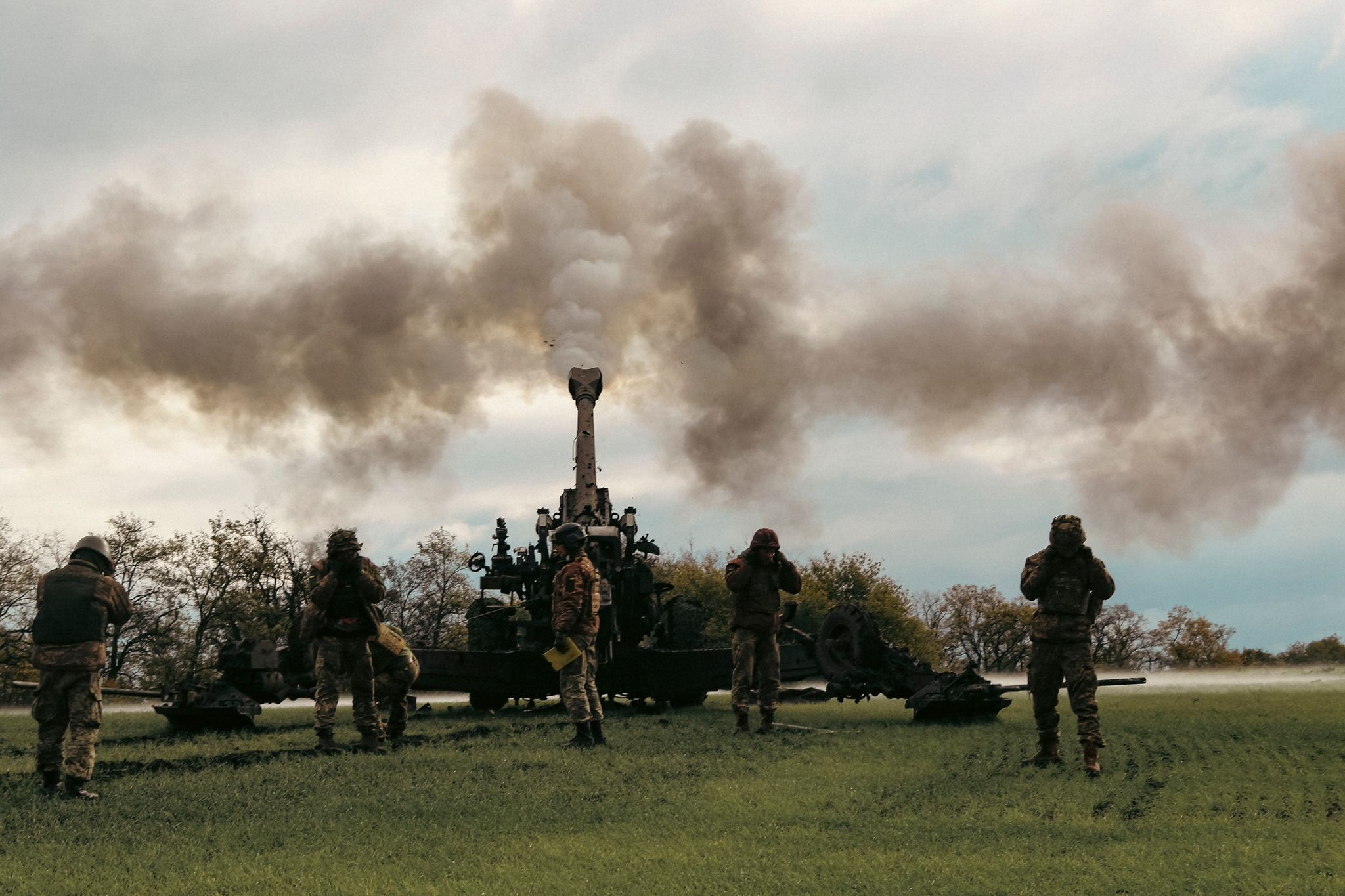
Opérant un FH70 le 28 octobre 2022.
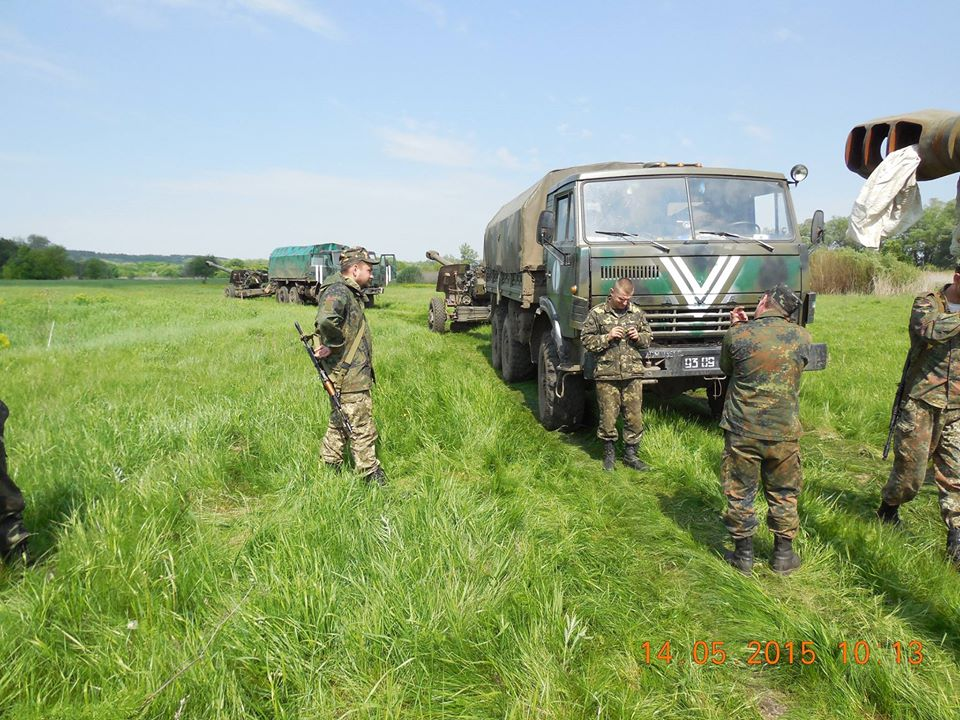
En mai 2015 camion KamAZ et canon de calibre 152 mm 2A65.
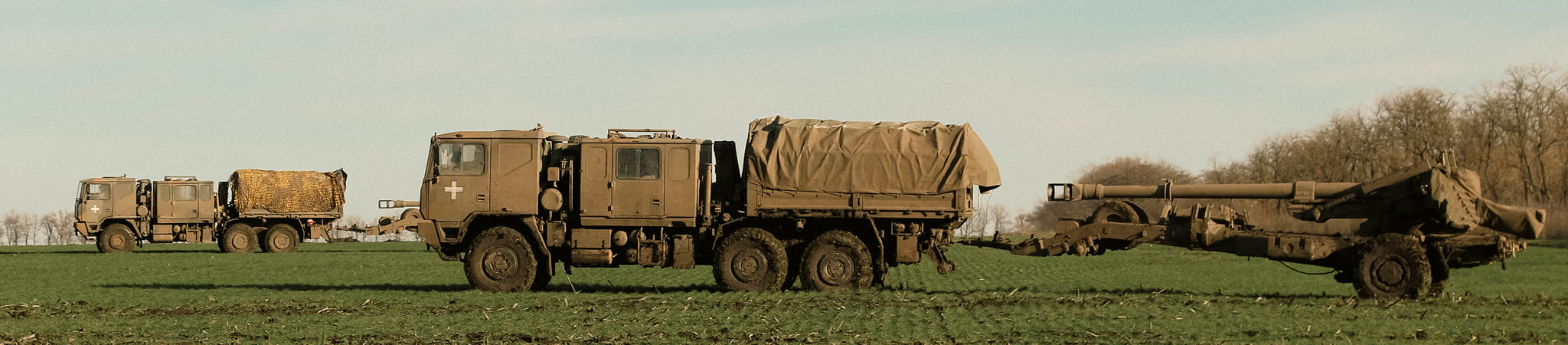
FH-70 et Iveco en novembre 2022.

## Équipement
Au début de 2023, les obusiers 2A65 et 2A36 (de fabrication soviétique, tirant des obus de 152 mm, dont les stocks s'amenuisent) sont remplacés par des M777 et des FH70 (ces deux derniers d'origine occidentale, au calibre 155 mm).